# Kiss The Anus Of A Black Cat
Kiss The Anus Of A Black Cat – belgijski zespół, początkowo psychodelicznego neofolku z elementami drone, później rocka gotyckiego oraz darkwave założony przez Stefa Irritanta (pod pseudonimem Stef Heeren) w 2005 roku w Gandawie. Brytyjski magazyn muzyczny The Wire zaliczył go do listy dziesięciu zespołów muzycznych o najbardziej absurdalnych nazwach.

## Historia
Zespół powstał w roku 2005 jako jednoosobowy projekt Stefa Irritanta, który w owym czasie studiował budowę instrumentów w konserwatorium w Gandawie, koncentrując się głównie na europejskich instrumentach folkowych. Wybrana nazwa ma korzenie w średniowiecznych rytuałach praktykowanych przez czarownice, jest też odniesieniem do ruchu kontrkultury.
Jeszcze tego samego roku, po dołączeniu pozostałych muzyków, ukazał się debiutancki album zatytułowany If the Sky Falls, We Shall Catch Larks będący swego rodzaju pierwszym nieśmiałym krokiem w kierunku unikalnego apokaliptycznego stylu muzycznego grupy. Kolejne, wydane dwa lata później wydawnictwo An Interlude to the Outermost wzbogaca muzykę grupy o rockowy pazur, wyczuć też można inspiracje muzyką celtycką i szamańską.
Wydany w 2008 roku The Nebulous Dreams w pełni ugruntował styl grupy, cały czas w klimatach neofolkowych jest jednak mroczna z elementami wręcz doom. Kolejna, wydana w 2010 płyta Hewers of Wood and Drawers of Water jest swego rodzaju powrotem do korzeni, zagranym jednak w dużo lepszym i bogatszym stylu. Kolejna płyta Weltuntergangsstimmung jest przejściem stylu w kierunku new wave. W roku 2015 ukazał się najnowszy jak dotąd (2016), album grupy zatytułowany To Live Vicariously.
Zespół często koncertuje, zarówno na indywidualnych koncertach, jak i supportując gwiazdy gatunku takie jak Peter Murphy z grupy Bauhaus. Występuje też na rozmaitych festiwalach muzycznych, wymienić tu można takie wydarzenia jak Pukkelpop, Boomtown czy Cactusfestival.

## Styl muzyczny
Jak wspomniano wyżej muzyka zespołu ewoluowała na przestrzeni lat, przechodząc od folkowych i neofolkowych brzmień, przez bardziej gotycko rockową fazę, aż po zimnofalowe brzmienie (a wręcz darkwawe). Łączącym wszystkie te elementy wspólnym czynnikiem jest apokaliptyczny styl nagrań. Muzykę zespołu porównać można do nagrań Lacrimas Profundere czy Current 93.

## Skład zespołu
- Stef Irritant (śpiew, gitara)
- Kwinten Mordijck (instrumenty klawiszowe, chórki)
- Matthias Debusschere (gitara basowa, instrumenty klawiszowe, chórki)
- Jonathan Callens (instrumenty perkusyjne)

## Dyskografia
- 2005 – If the Sky Falls, We Shall Catch Larks (K-RAA-K))
- 2007 – An Interlude to the Outermost (K-RAA-K)
- 2008 – The Nebulous Dreams (Conspiracy records)
- 2010 – Hewers of Wood and Drawers of Water (Zeal Records)
- 2012 – Weltuntergangsstimmung (Zeal Records)
- 2015 – To Live Vicariously (Zeal Records)